# Stanovanjski stolp
Stanovanjski stolp je posebna vrsta kamnite zgradbe, zgrajene v obrambne namene in za bivanje. 

## Zgodovina
Stanovanjski stolpi so se začeli pojavljati v srednjem veku, zlasti v gorskih ali območjih z omejenim dostopom, da bi obvladovali in branili strateške točke z manjšimi silami. Hkrati so jih uporabljali tudi kot aristokratske rezidence, okoli katereih je bilo pogosto zgrajeno grajsko območje.

## Gradnja in razmejitev
Izraz stanovanjski stolp je bil uporabljen v srednjeveški arhitekturi v nasprotju z obrambnim stolpom, da bi združil obe funkciji. Prehod med stanovanjskim stolpom in utrjeno hišo je tekoč. Razpoznavno merilo je preprosto razmerje med višino in širino objekta, višina stolpa presega njegovo širino ali njegov premer. Utrdba je zaradi svoje trdne konstrukcije in njene višine imela svojo prednost, zato je bila pogosto del gradu. Ker pa je morala izpolniti tudi gospodarjevo stanovanjsko in hkrati reprezentančno funkcijo, so pogosto izdelali boljšo notranjo opremo, zagotovili ogrevanje in vključili tudi dvorani podoben prostor. Za razliko od nenaseljenih ali le občasno naseljenih, so bili stanovanjski stolpi opremljeni in ustvarjeni kot bivališče. Grad s stanovanjskim stolpom in podrejenimi pritiklinami se je imenoval stolpasti grad. Posebna oblika stolpov, ki so imeli nenaseljeno kamnito klet in bivalni stolp - pogosto iz lesa – se je imenoval Toppler.
Bergfrid se razlikuje od stanovanjskega stolpa predvsem v tem, da ni bil namenjen za stanovanjsko rabo. Stolp pri bergfridu je imel običajno nič ali le nekaj majhnih oken; spodnje okno, če sploh, je bilo tako majhno, da napadalec ni mogel z lahkoto skozenj. Pogosto je bila stražarska soba edina ogrevana soba. Vendar pa veliko različnih oblik srednjeevropskih gradov kaže tudi številne prehodne faze med obema vrstama gradnje, tako da jasna kategorizacija ni vedno mogoča. Otto Piper pravi, da je bivalni bergfrid vmesna stopnja med obrambnim stolpom in stanovanjski stolpom, če je s svojo konstrukcijo omogočal stanovanjsko rabo v zgornjih nadstropjih. Zaradi teh različnih konceptov se lahko zgodi, da je en in isti stolp v publikacijah označen kot stanovanjski stolp, drugi pa kot bivalno-obrambni grad. 
Za reprezentativne obrambne in stanovanjske stolpe zlasti v Franciji, je pogosto ime donjon. Na Irskem in v Veliki Britaniji so tako imenovani tower house, ki so samostojen stanovanjski stolp. Stolpi gradov, ki so bili uporabljeni tako za stanovanjske in skladiščne prostore ali refektorij (jedilnico), so se v nemškem govornem območju imenovali muthaus.

## Funkcija in uporaba
V srednjem veku so bili stolpi zgrajeni za bivanje plemenitašev in za zaščito pred napadi sovražnika. Kot samostojno stoječe stavbe bi v mestih lahko služili kot utrjeno prebivališče. V nekaterih italijanskih mestih so bili taki stanovanjski stolpi zgrajeni za bogate meščane. Znani primeri so stolpi v San Gimignano. Večina stanovanjskih stolpov so samostoječe stavbe nižjega plemstva. Nekatere stavbe so doslej obnovili v originalnih gradbenih razsežnostih in jih je mogoče ponovno uporabiti. Tako je v stanovanjskem stolpu Jeruzalem v Trierju danes matični urad, trierska Dreikönigenhaus pa spet normalna hiša.
V jugovzhodni Evropi so stanovanjski stolpi, kot stavbe v 19. stoletju, služili za zaščito pred potepuškimi bandami. V severnih albanskih Alpah so stanovanjski stolpi (kulla) služili kot zatočišče za moške, ki so bili v nevarnosti zaradi krvnega maščevanja med rivalskimi družinami.
V arabskem svetu, predvsem v Jemnu, so pravi stanovanjski stolpi še vedno v uporabi.
Vse do danes se stanovanjski stolpi gradijo kot osnovna zgradba posamezne kmetije v podeželskih regijah Irana, Afganistana, Turkmenistana, Tibeta in v severni Kitajski.
V 20. stoletju se vodni stolpi, ki so imeli tudi stanovanje, imenujejo stanovanjski vodni stolpi. Danes nekateri tudi nebotičnike imenujejo stanovanjski stolpi.

### Evropa
V času visokega srednjega veka so prvi stanovanjski stolpi nastali na Irskem, Škotskem, Baskiji in Angliji, kasneje tudi v drugih delih zahodne Evrope, že konec 14. stoletja predvsem v delih Francije in Italije. V italijanskih srednjeveških občinah so stanovanjske stolpe vedno gradili lokalni baroni kot utrjene hiše v času notranjih sporov.
Škotska ima veliko lepih primerov srednjeveških stolpičev, vključno grad Crathes, grad Craigievar in grad Fraser. V nestabilnih škotskih markah vzdolž meje med z Anglijo so bili stolpi tipično prebivališče bogatih. V sedemnajstem stoletju na Škotskem so ti stolpi postali prijetno odmaknjeni za zgornji sloj prebivalstva. Medtem ko so lahko služili obrambi, so bili opremljeni za udobje in druženje. 
Stanovanjske stolpe zelo pogosto najdemo v severni Španiji, zlasti v Baskiji, nekateri izmed njih segajo v 8. stoletje. Uporabljali so jih predvsem kot plemiška bivališča in so bili sposobni zagotoviti zavetje proti večini sovražnikov, začenši z Arabci in kasnejšo Kastilijo in Aragonijo. Zapletene pravne listine, nekaj jih je pripadalo okrajem, so razlog, zakaj jih po navadi najdemo samostojne na nekaterih strateških lokacijah kot so križišča, namesto na višini. V drobnih vojnah med baskovskimi plemiči od 1379 do 1456, so večino v zgornjih nadstropjih podrli. Nekaj se jih je ohranilo nepoškodovanih do današnjih dni. Od takrat so jih uporabljali le kot domovanja svojih tradicionalnih plemiških lastnikov (sveti Ignacij Lojolski je bil rojen v eni od njih, še vedno stoji) ali spremenili v kmečke hiše.
Zahodno od Baskije, v Kantabriji in Asturiji najdemo podobne stolpiče. Najdlje na zahod na Iberskem polotoku so v Galiciji.
Na Balkanu je bil značilen tip stanovanjskega stolpa (kula) zgrajen v času Otomanske okupacije, razvili so ga v 17. stoletju tako kristjani kot muslimani v obdobju upadanja otomanske oblasti in negotovosti.  Stanovanjski stolp je služil namenu varovanja razširjene družine. 
V baltskih državah so v srednjem veku Tevtonski viteški red in drugi križarji postavili obrambne stanovanjske stolpe, lokalno znane kot »vazalni grad«, kot sredstvo za izvajanje nadzora nad zasedenimi območji. Ti stanovanjski stolpi običajno niso bili namenjeni za uporabo v večjih vojaških akcijah. V ta namen so se križarji oprli na številne večje prave gradove. Številni taki stanovanjski stolpi še vedno obstajajo; dobro ohranjeni primeri so Purtse, Vao in grad Kiiu v Estoniji.

### Azija
Jemensko mesto Šibam sestavlja množica stolpov, ki so najvišji na svetu narejeni iz na soncu sušene blatne opeke. Mnoge druge stavbe v regijah Asir in Al-Bahah v Saudovi Arabiji imajo velike kamnite stolpe in hiše, ki se imenujejo qasaba.
Tudi v Gruziji na Kavkazu obstajajo številni primeri stolpov, kjer je živela socialna struktura klanov (preživeli so do 19. ali celo 20. stoletja). V državi, kjer je močna konkurenca nad omejenimi naravnimi viri, je prihajalo do kroničnih sporov med sosedi. Ena teorija predlaga, da so se zasebni stolp bolj pojavljali na območjih, kjer je bil osrednji organ šibek, kar je privedlo do potrebe po statusnem simbolu, ki obsega zasebno obrambo pred napadi manj pomembnih članov družbe.
Podobno je na stotine tibetanskih stanovanjskih stolpov na tako imenovanem Tribal koridorju v zahodnem Sečuanu. Za trdnost je veliko stolpov uporabljajo zvezdast vzorec gradnje zidov, v nasprotju z ozko pravokotno metodo. Višina lahko presega 60 metrov, najstarejši so bili zgrajeni pred približno 500-1800 let. 

### Severna Amerika
Najpomembnejši v Novem svetu so, upoštevaje tudi element propada, v Mesa Verde, ljudstva Anasazov v Koloradu, ZDA.  Na tem mestu vidne strukture, ki se v resnici imenujejo »stanovanjski stolp«, imajo splošne značilnosti podobnih v Veliki Britaniji in na Irskem. Te štirinadstropne stavbe so bile izdelane iz nežgane opeke okoli leta 1350. Precej dobro ohranjene ruševine se nahajajo v skalnem previsu. Stolpi antičnega ljudstva Pueblo so manjšega tlorisa od prej omenjenih in so na splošno del kompleksa stanovanjske skupnosti in ne kot izolirane konstrukcije posamezne družine in njihovih služabnikov, kot v Evropi.